# 小行星7441
小行星7441（英語：7441 Laska）是一颗围绕太阳公转的小行星。1995年7月30日，亚娜·季哈、米洛什·季希在克列特发现了此天体。
这颗小行星的绝对星等为13.53216等。